# Martin Heidegger Gesamtausgabe
La Martin Heidegger Gesamtausgabe ("Martin Heidegger, Opere complete"; sigla: GA, anche HGA) è l'edizione completa delle opere del filosofo tedesco Martin Heidegger (1889-1976) da parte della casa editrice tedesca Vittorio Klostermann, con sede a Francoforte sul Meno.
Il progetto, avviato nel 1975, prevede la pubblicazione di complessivi 102 volumi, con una cadenza di circa due volumi all'anno. L'ordine di pubblicazione, e l'edizione scelta, attengono alle decisioni di Martin Heidegger stesso. La Martin Heidegger Gesamtausgabe rappresenta, quindi, un'edizione definitiva, un'edizione letzter Hand, che in genere non prevede la pubblicazione di varianti o versioni dello stesso testo, tuttavia ha il pregio di mostrare la produzione del filosofo tedesco come un "itinerario del pensiero" (Denkweg) da cui si dipartono ulteriori "sentieri" alcuni dei quali "interrotti". D'altronde lo stesso Heidegger decise, poco prima di morire, di inserire sul frontespizio della Gesamtausgabe il motto:
Heidegger non fu, inizialmente, del parere di pubblicare un'"edizione completa" delle sue opere, lo si evince, tra l'altro, da una lettera che il filosofo tedesco inviò all'editore Klostermann l'11 aprile del 1972 e, il mese prima, ad Hannah Arendt. Tuttavia l'insistenza dell'editore Vittorio Klostermann, e la mediazione di Hermann Heidegger, riuscirono a convincere l'autore a decidersi favorevolmente alla pubblicazione completa delle sue opere che verrà definita nella riunione del 16 novembre 1973 alla presenza della moglie di Heidegger, Elfride Petri (1893-1992), di Vittorio Klostermann (1901-1977) e del figlio di questi, Michael Klostermann (1939-1992).
L'edizione è suddivisa in quattro Abteilungen (sezioni):
- I Abteilung (volumi 1-16): contiene le opere pubblicate in vita (1910-1976); da tener presente che queste opere di Heidegger originano comunque da scritti accademici preparati per le lezioni o le conferenze.
- II Abteilung (volumi 17-63): raccoglie le lezioni universitarie tenute tra il 1919 e il 1944.
- III Abteilung (volumi 64-81): contiene saggi inediti e testi di conferenze.
- IV Abteilung (volumi 82-102): contiene appunti, lettere, note, riflessioni, tra queste, gli Schwarze Hefte ("Quaderni Neri").

L'unica altra edizione della Gesamtausgabe di Heidegger è in lingua giapponese, con il titolo ハイデッガー全集  (Haideggā zenshū), pubblicata dalla casa editrice Sōbunsha di Tōkyō dal 1985. Si è fermata a 50 volumi a causa della chiusura della Sōbunsha nel 2020. La continuazione della pubblicazione è stata presa in carico dall'editrice dell'Università di Tokyo.

## I. Abteilung: Veröffentlichte Schriften (Opere pubblicate) 1914–1970: volumi 1-16
| Volume | Opere (in parentesi l'eventuale edizione in lingua italiana) | Breve descrizione |
| --- | --- | --- |
| 1. Frühe Schriften (Scritti giovanili) (1912–1916) Curatore: Friedrich-Wilhelm von Herrmann 1978, XII, 454 pp.                                                         | 1. Das Realitätsproblem in der modernen Philosophie (1912; ed. it. Il problema della realtà nella filosofia moderna, in Martin Heidegger, Scritti filosofici. 1912-1917, traduzione di Albino Babolin. Padova, La Garangola, 1972, pp. 131 e sgg.) 2. Neuere Forschungen über Logik (1912; ed. it. Recenti ricerche sulla logica, in Martin Heidegger, Scritti filosofici. 1912-1917, traduzione di Albino Babolin. Padova, La Garangola, 1972, pp. 149 e sgg.) 3. Besprechungen (1913-1914; ed. it. Recensioni (Kant, Bubnoff, Brentano, Sentroul), in Martin Heidegger, Scritti filosofici. 1912-1917, traduzione di Albino Babolin. Padova, La Garangola, 1972, pp. 180 e sgg.) 4. Die Lehre vom Urteil im Psychologismus (1913; ed. it. La dottrina del giudizio nello psicologismo, traduzione di Albino Babolin. Padova, La Garangola, 1972) 5. Die Kategorien- und Bedeutungslehre des Duns Scotus (1915; ed. it. La dottrina delle categorie e del significato in Duns Scoto, traduzione di Albino Babolin. Bari, Laterza, 1974; nuova traduzione di Antonello D'Angelo, Milano, Mimesis, 2015) 6. Selbstanzeige (1917; ed. it. Autopresentazione, in Martin Heidegger, Scritti filosofici. 1912-1917, traduzione di Albino Babolin. Padova, La Garangola, 1972, pp. 234–5) 7. Der Zeitbegriff in der Geschichtswissenschaft (1916; ed. it. Il concetto di tempo nella scienza della storia, in Martin Heidegger, Scritti filosofici. 1912-1917, traduzione di Albino Babolin. Padova, La Garangola, 1972, pp. 210 e sgg.) | Rappresentano gli "scritti giovanili" di Heidegger. Das Realitätsproblem in der modernen Philosophie e Neuere Forschungen über Logik sono le prime rassegna critiche, pubblicate nel 1912 rispettivamente per la rivista "Philosophisches Jahrbuch" e la rivista "Literarische Rundschau für das katholische Deutschland". Die Lehre vom Urteil im Psychologismus è la tesi di dottorato presentata il 26 luglio 1913 (relatore è Arthur Schneider - 1876-1945; correlatore Heinrich Rickert - 1863-1936). Die Kategorien- und Bedeutungslehre des Duns Scotus è la tesi presentata per la libera docenza il 26 luglio 1915, mentre Der Zeitbegriff in der Geschichtswissenschaft è il testo della lezione di prova per l'abilitazione all'insegnamento (venia legendi) del 27 luglio 1915. Heidegger in queste opere aderisce alla critica allo "psicologismo" mossa dal movimento neo-kantiano, intendendo quindi accertare l'attività conoscitiva e pensante dell'uomo la quale non è riducibile alla sua biologicità, anche se determinata dalla finitezza. |
| 2. Sein und Zeit (Essere e tempo) (1927) Curatore: Friedrich-Wilhelm von Herrmann 1977, XIV, 586 pp.                                                                   | - Sein und Zeit (1927) (Essere e tempo. Di questa opera fondamentale di Heidegger disponiamo in lingua italiana di una prima traduzione di Pietro Chiodi pubblicata dalla Edizioni Bocca nel 1953, poi, rivista, dalla UTET nel 1969 e infine, sempre rivista, dalla Longanesi nel 1970; una successiva traduzione di Alfredo Marini è stata pubblicata nei Meridiani della Mondadori nel 2006) | Franco Volpi, nel suo Dizionario delle opere filosofiche chiosa questo saggio come «L'opera fondamentale di Heidegger, che rappresenta uno dei vertici della filosofia del Novecento e del pensiero occidentale, ha come fine l'elaborazione del problema del senso dell'essere, [...].» |
| 3. Kant und das Problem der Metaphysik (Kant e il problema della metafisica) (1929) Curatore: Friedrich-Wilhelm von Herrmann 1991, 2ª edizione 2010, XVIII, 318 pp.    | - Kant und das Problem der Metaphysik (1929) (Kant e il problema della metafisica, di questo testo disponiamo in italiano di una traduzione di Maria Elena Reina, riveduta da Valerio Verra, pubblicata dalla casa editrice Laterza di Bari nel 1981) | Contro la lettura neokantiana della Kritik der reinen Vernunft (Critica della ragion pura) di Immanuel Kant, vista come una teoria della conoscenza, Heidegger vi legge una vera e propria fondazione della metafisica, fondazione che precorre la problematica dell'essere basata in Kant sulla finitezza umana. |
| 4. Erläuterungen zu Hölderlins Dichtung (Delucidazioni sulla poesia di Hölderlin) (1936–1968) Curatore: Friedrich-Wilhelm von Herrmann 1981, 2ª edizione 1996, 208 pp. | - Erläuterungen zu Hölderlins Dichtung (1936-1968) (La poesia di Hölderlin è il titolo in italiano di questa raccolta di scritti di Heidegger. La traduzione è a cura di Leonardo Amoroso, pubblicata dall'Adelphi di Milano nel 1988) | Il libro raccoglie i "colloqui pensanti" che Heidegger ha con la poesia di Friedrich Hölderlin (1770-1843) a loro volta al centro di ulteriori saggi, lezioni e conferenze. «Heidegger intende la poesia come istituzione degli "dèi" e dell'"essenza delle cose", e individua nella poesia il "fondamento che regge la storia". Il poeta si situa nel frammezzo (Zwischen) tra gli "dei" e gli "uomini", dove "si decide chi sia l'uomo e dove egli insedi il suo esserci». |
| 5. Holzwege (Sentieri interrotti) (1935–1946) Curatore: Friedrich-Wilhelm von Herrmann 1977, 2ª edizione 2003, VI, 382 pp.                                             | - Holzwege (Sentieri interrotti, lett. "Sentieri nel bosco" intendendo quei sentieri che ricoperti di erba si interrompono nella foresta. Questa raccolta di sei saggi è stata tradotta in italiano da Pietro Chiodi e pubblicata nel 1968 dalla casa editrice Nuova Italia di Firenze; un'ulteriore traduzione a cura di Vincenzo Cicero Holzwege. Sentieri erranti nella selva, è stata edita dalla Bompiani di Milano nel 2002). - Un'edizione italiana del primo saggio Der Ursprung des Kunstwerkes (L'origine dell'opera d'arte) è stata curata da Ivo De Gennaro e Gino Zaccaria per la Marinotti Edizioni (testo tedesco a fronte, con un puntuale apparato di note di traduzione; Milano 2000). | L'opera si compone di sei saggi: 1. Der Ursprung des Kunstwerkes (1935/36; L'origine dell'opera d'arte) 2. Die Zeit des Weltbildes (1938; L'epoca dell'immagine del mondo) 3. Hegels Begriff der Erfahrung (1942/43; Il concetto hegeliano di esperienza) 4. Nietzsches Wort »Gott ist tot« (1943; La sentenza di Nietzsche: "Dio è morto") 5. Wozu Dichter? (1946; Perché i poeti?) 6. Der Spruch des Anaximander (1946; Il detto di Anassimandro) |
| | | |
| 6.1 Nietzsche 1 (Nietzsche - Libro primo) (1936–1939) Curatore: Brigitte Schillbach 1996, XIV, 596 pp.                                                                 | - Nietzsche 1 (L'edizione in lingua italiana di questa opera è a cura di Franco Volpi ed è stata edita dall'Adelphi di Milano nel 1994 in un volume unico, Nietzsche, contenente anche il "Libro secondo") | I due libri che hanno come titolo Nietzsche contengono i testi dei corsi universitari tenuti a Friburgo tra il 1936 e il 1940 con l'aggiunta di saggi preparati tra il 1940 e il 1946. Il "Libro primo" contiene: - Der Wille zur Macht als Kunst (1936/37; La volontà di potenza come arte) - Die Ewige Wiederkunft des Gleichen (1937; L'eterno ritorno dell'eguale) - Der Wille zur Macht als Erkenntnis (1939; La volontà di potenza come conoscenza) |
| 6.2 Nietzsche 2 (Nietzsche - Libro secondo) (1939–1946) Curatore: Brigitte Schillbach 1997, VIII, 454 pp.                                                              | - Nietzsche 2 (L'edizione in lingua italiana di questa opera è a cura di Franco Volpi ed è stata edita dall'Adelphi di Milano nel 1994 in un volume unico, Nietzsche, contenente anche il "Libro primo") | Il "Libro secondo" contiene: - Die ewige Wiederkehr des Gleichen und der Wille zur Macht (1939; L'eterno ritorno dell'eguale e la volontà di potenza) - Der europäische Nihilismus (1940; Il nichilismo europeo) - Nietzsches Metaphysik (1940; La metafisica di Nietzsche) - Die Seinsgeschichtliche Bestimmung des Nihilismus (1944/46; La determinazione del nichilismo secondo la storia dell'essere) - Die Metaphysik als Geschichte des Seins (1941; La metafisica come storia dell'essere) - Entwürfe zur Geschichte des Seins als Metaphysik (1941; Schizzi per la storia dell'essere come metafisica) - Die Erinnerung in die Metaphysik (1941; Il ricordo che entra nel cuore della metafisica) |
| 7. Vorträge und Aufsätze (Saggi e discorsi) (1936–1953) Curatore: Friedrich-Wilhelm von Herrmann 2000, XVIII, 298 pp.                                                  | - Vorträge und Aufsätze (L'edizione italiana di questa raccolta di saggi, nonché la loro traduzione, è opera di Gianni Vattimo che l'ha pubblicata come Saggi e discorsi con l'editore Ugo Mursia di Milano nel 1976) | Il volume contiene: 1. Die Frage nach der Technik (1953; La questione della tecnica) 2. Wissenschaft und Besinnung (1953; Scienza e meditazione) 3. Überwindung der Metaphysik (1936–1946; Oltrepassamento della metafisica) 4. Wer ist Nietzsches Zarathustra? (1953; Chi è lo Zarathustra di Nietzsche?) 5. Was heißt Denken? (1952; Che cosa significa pensare?) 6. Bauen Wohnen Denken (1951; Costruire abitare pensare) 7. Das Ding (1950; La cosa) 8. »...dichterisch wohnet der Mensch...« (1951; «... Poeticamente abita l'uomo...») 9. Logos (Heraklit, Fragment 50) (1951; Logos. Eraclito, frammento 50) 10. Moira (Parminedes, Fragment VIII, 34-41) (1952; Moira. Parmenide, VIII, 34-41) 11. Aletheia (Heraklit, Fragment 16) (1954; Aletheia. Eraclito, frammento 16) |
| 8. Was heißt Denken? (Che cosa significa pensare?) (1951–1952) Curatore: Paola Ludovika Coriando 2002, VIII, 268 pp.                                                   | - Was heißt Denken? (1951-52) (Di questo volume disponiamo della traduzione operata da Ugo Maria Ugazio e Gianni Vattimo e pubblicata con il titolo Che cosa significa pensare? dalla Sugarco di Milano nel 1978-79 in due volumi) | Contiene i testi del corsi del semestre invernale 1951-52 e del semestre estivo del 1952, in cui Heidegger affronta il problema dell'essere, confrontandolo con la metafisica nietzscheana della "volontà di potenza", a partire dal suo inizio nel pensiero presocratico. |
| 9. Wegmarken (Segnavia) (1919–1961) Curatore: Friedrich-Wilhelm von Herrmann 1976, 2ª edizione 1996, 3ª edizione 2004, X, 488 pp.                                      | - Wegmarken (L'edizione italiana di questo volume, curata e tradotta da Franco Volpi, è Segnavia, pubblicato dalla Adelphi di Milano nel 1987) | Il volume raccoglie: 1. Anmerkungen zu Karl Jaspers »Psychologie der Weltanschauungen« (1919/21; Note sulla "Psicologia delle visioni del mondo" di Karl Jaspers; nell'edizione italiana è in "appendice") 2. Phänomenologie und Theologie (1927; Fenomenologia e teologia) 3. Aus der letzten Marburger Vorlesung (1928; Dall'ultimo corso di lezioni di Marburgo) 4. Was ist Metaphysik? (1929; Che cos'è la metafisica?) 5. Vom Wesen des Grundes (1929; Dell'essenza del fondamento) 6. Vom Wesen der Wahrheit (1930; Dell'essenza della verità) 7. Platons Lehre von der Wahrheit (1931/32, 1940; La dottrina platonica della verità) 8. Vom Wesen und Begriff der Φὐσις. Aristoteles, Physik B, 1 (1939; Sull'essenza e sul concetto della Φὐσις. Aristotele, Fisica B 1) 9. Nachwort zu »Was ist Metaphysik?« (1943; Poscritto a "Che cos'è la metafisica?) 10. Brief über den »Humanismus« (1946; Lettera sull'"umanismo") 11. Einleitung zu »Was ist Metaphysik?« (1949; Introduzione a "Che cos'è la metafisica") 12. Zur Seinsfrage (1955; La questione dell'essere) 13. Hegel und die Griechen (1958; Hegel e i Greci) 14. Kants These über das Sein (1961; La tesi di Kant sull'essere) |
| 10. Der Satz vom Grund (Il principio di ragione) (1955–1956) Curatore: Petra Jaeger 1997, VIII, 192 pp.                                                                | - Der Satz vom Grund (La traduzione di questo volume è a cura di Franco Volpi e pubblicata con il titolo Il principio di ragione dalla Adelphi di Milano nel 1991) | Contiene le lezioni tenute a Friburgo nel semestre invernale 1955-56 più il testo della conferenza su analogo tema tenuta a Brema nel 1956. |
| 11. Identität und Differenz (Identità e differenza) (1955–1957) Curatore: Friedrich-Wilhelm von Herrmann 2. edizione 2006, 168 pp.                                     | - Identität und Differenz — Di questo volume disponiamo della traduzione italiana dello scritto Identität und Differenz, comprendente due saggi (Der Satz der Identität e Die ontotheologische Verfassung der Metaphysik) tradotti da Ugo Maria Ugazio e pubblicati con il titolo Identità e differenza nella rivista Aut-Aut nn. 187-188, 1982; un'ulteriore edizione dei saggi, questa volta tradotti da Giovanni Gurisatti, sono stati pubblicati dall'Adelphi di Milano nel 2009 con il titolo Identità e differenza. Il testo della conferenza Die Kehre è stato tradotto da Maurizio Ferraris e pubblicato con il titolo La svolta, dalla casa editrice Il melangolo di Genova nel 2004. Il testo della conferenza Was ist das – die Philosophie? è stato tradotto da Carlo Angelino e pubblicato con il titolo Che cos'è la filosofia dalla casa editrice Il melangolo di Genova nel 1981 e nel 1997. — Una versione commentata della conferenza Was ist das – die Philosophie? si trova nel volume di Gino Zaccaria L'inizio greco del pensiero. Heidegger e l'essenza futura della filosofia (Marinotti, Milano 1999). | Il volume contiene: 1. Was ist das – die Philosophie? (1955; Che cos'è la filosofia?) 2. Identität und Differenz (1957; Identità e differenza) 1. Der Satz der Identität (1957; Il principio di identità) 2. Die ontotheologische Verfassung der Metaphysik (1957; La costituzione onteo-logica della metafisica) 3. Die Kehre (1949; La svolta) 4. Grundsätze des Denkens (1957) 5. Ein Vorwort. Brief an Pater William J. Richardson (1962) 6. Brief an Takehiko Kojima (1963) |
| | | |
| 12. Unterwegs zur Sprache (In cammino verso il linguaggio) (1950–1959) Curatore: Friedrich-Wilhelm von Herrmann 1985, 262 pp.                                          | - Unterwegs zur Sprache La traduzione di questo volume da parte di Alberto Caracciolo è stata pubblica dalla casa editrice Ugo Mursia di Milano nel 1973 con il titolo In cammino verso il linguaggio). - Una traduzione, con testo originale a fronte, del secondo saggio della raccolta — intitolato Die Sprache im Gedicht. Eine Erörterung von Georg Trakls Gedicht — è pubblicata nel seguente volume (contenente anche la versione italiana di tutte le poesie di Trakl menzionate nel saggio stesso): G. Trakl / M. Heidegger, Il canto dell'esule / La parola nella poesia, a cura di Gino Zaccaria con Ivo De Gennaro, Marinotti, Milano 2003. | Il volume contiene i seguenti saggi e conferenze: 1. Die Sprache (1950; Il linguaggio) 2. Die Sprache im Gedicht. (1952; Il linguaggio nella poesia) 3. Aus einem Gespräch von der Sprache. (1953/54; Da un colloquio nell'ascolto del linguaggio) 4. Das Wesen der Sprache (1957/58; L'essenza del linguaggio) 5. Das Wort (1958; La parola) 6. Der Weg zur Sprache (1959; Il cammino verso il linguaggio) |
| | | |
| 13. Aus der Erfahrung des Denkens (Dall'esperienza del pensiero) (1910–1976) Curatore: Hermann Heidegger 1983, 2ª edizione 2002, VIII, 254 pp.                         | - Aus der Erfahrung des Denkens (La traduzione italiana di questo volume è di Nicola Curcio, pubblicata dalla casa editrice Il melangolo di Genova con il titolo Dall'esperienza del pensiero nel 2011). | Il volume contiene: 1. Abraham a Sankta Clara (1910; Abraham di Santa Clara) 2. Frühe Gedichte (1910–1916; Poesie giovanili) 3. Schöpferische Landschaft: Warum bleiben wir in der Provinz? (1953; Paesaggio creativo: perché restiamo in provincia) 4. Wege zur Aussprache (1957; Le vie del chiarimento) 5. Winke (1941; Cenni) 6. Chorlied aus der Antigone des Sophokles (1943; Coro dall'Antigone di Sofocle) 7. Zur Erörterung der Gelassenheit. Aus einem Feldweggespräch über das Denken (1944/45; Per indicare il luogo dell'abbandono) 8. Aus der Erfahrung des Denkens (1947; Dall'esperienza del pensiero) 9. Der Feldweg (1949; Il sentiero di campagna) 10. Holzwege ("Dem künftigen Menschen") (1949; Sentieri interrotti) 11. Zu einem Vers von Mörike. Ein Briefwechsel mit Martin Heidegger von Emil Staiger (1951; Su un verso di Morke) 12. Was heißt Lesen? (1954; Che cosa significa leggere?) 13. Vom Geheimnis des Glockenturmes (1954; Il segreto della torre campanaria) 14. Für das Langenharder Hebelbuch (1954; Per il libro su Hebel del Langhenard) 15. Über die Sixtina (1955; Sulla Madonna Sistina) 16. Die Sprache Johann Peter Hebels (1955; La lingua di Johann Peter Hebel) 17. Begegnungen mit Ortega y Gasset (1955; Incontri con Ortega y Gasset) 18. Was ist die Zeit? (1956; Che cos'è il tempo?)) 19. Hebel der Hausfreund (1957; Hebel l'amico di casa) 20. Aufzeichnungen aus der Werkstatt (1959; Note dal retrobottega) 21. Sprache und Heimat (1960; Linguaggio e terra natia) 22. Über Igor Strawinsky (1962; Su Igor Strawinsky) 23. Für René Char (1963; Per René Char) 24. Adalbert Stifters „Eisgeschichte“ (1964; La "storia di ghiaccio" di Adalbert Stifter) 25. Wink in das Gewesen (1966; Cenno a ciò che è stato) 26. Die Kunst und der Raum (1969; L'arte e lo spazio) 27. Zeichen (1969; Segni) 28. Das Wohnen des Menschen (1970; L'abitare dell'uomo) 29. Gedachtes (1970; Rimembranza) 30. Rimbaud vivant (1972; Rimbaud vivant) 31. Sprache (1972; Linguaggio) 32. Der Fehl heiliger Namen (1974; La mancanza di nomi sacri) 33. Fridolin Wiplingers letzter Besuch (1974; L'ultima visita di Fridolin Wiplinger) 34. Erhart Kästner zum Gedächtnis (1975; In memoria di Erhart Kästner) 35. Grusswort für Bernhard Welte (1976; Saluto di Martin Heidegger) |
| 14. Zur Sache des Denkens (1962–1964) Curatore: Friedrich-Wilhelm von Herrmann Juli 2007, 156 pp.                                                                      | - Zur Sache des Denkens (La traduzione della prima parte di questo volume è di Eugenio Mazzarella, pubblicata con il titolo Tempo ed essere dalla casa editrice Guida di Napoli nel 1988. Sulla diversità della titolazione della raccolta rispetto all'originale, cfr. p. 9 del testo italiano) | La prima parte del volume contiene quattro testi: la conferenza "Tempo ed essere" del 1962, la lezione seminariale dello stesso anno sempre su "Tempo ed essere", la conferenza "Das Ende der Philosophie und die Aufgabe des Denkens" del 1964 e il testo "Mein Weg in die Phänomenologie" del 1963, il tutto completato da ulteriori digressioni dello stesso Heidegger. La seconda parte comprende ulteriori sette testi, questi redatti tra il 1927 e il 1968. (tedesco) «der Titel Zeit und Sein kennzeichnet im Aufriß der Abhandlung Sein und Zeit (1927) S. 39 den dritten Abschnitt des ersten Teils der Abhandlung. Der Verfasser war damals einer zureichenden Ausarbeitung des im Titel Zeit und Sein genannten Themas nicht gewachsen. Die Veröffentlichung von Sein und Zeit wurde an dieser Stelle abgebrochen. Was der jetzt nach dreiundeinhalb Jahrzehnten verfaßte Text des Vortrags enthält, kann nicht mehr an den Text von Sein und Zeit anschliessen. Zwar ist die leitende Frage die selbe geblieben, was jedoch nur heißt: Die Frage ist noch fragwürdiger geworden und dem Zeitgeist noch fremder» (italiano) «il titolo Tempo ed essere contraddistingue nel piano dell’opera prospettato a p. 39 della trattazione di Essere e tempo (1927) quella che doveva essere la terza sezione della prima parte. L’autore non era allora in grado di offrire una sufficiente elaborazione del tema nominato nel titolo Tempo ed essere. La pubblicazione di Essere e tempo fu interrotta proprio a questo punto. Quello che ora contiene il testo della conferenza, redatto dopo trentacinque anni, non può più riallacciarsi al testo di Essere e tempo. In verità la domanda guida è rimasta la stessa, ma ciò significa solo che si è fatta ancor più interrogativa ed ancora più estranea allo spirito del tempo» (Martin Heidegger, Hinweise, in GA 14, p. 103; traduzione di Eugenio Mazzarella, in Tempo ed essere Napoli, Guida, 1988, p. 193) |
| 15. Seminare (Seminari) (1951–1973) Curatore: Curd Ochwadt 1986, 2ª edizione 2005, 448 pp.                                                                             | - Seminare (La traduzione italiana dei contenuti del volume è, per quanto attiene al seminario su Eraclito, insieme a Eugene Fink, in Eraclito - Seminario del semestre invernale 1966/1967 curato da Adriano Ardovino per la Laterza di Bari, 2010; per quanto attiene invece ai "Quattro seminari" (Le Thor 1966, 1968, 1969, Seminar in Zähringen) e al "Seminario di Zurigo" (Zürcher Seminar), la traduzione a cura di Franco Volpi è in Seminari edito dalla Adelphi di Milano nel 1992) | Il testo contiene: 1. Martin Heidegger – Eugen Fink: Heraklit (1966/1967; Eraclito) 2. Vier Seminare: Seminar in Le Thor 1966, 1968, 1969, Seminar in Zähringen 1973 (Quattro seminari: Le Thor 1966, 1968, 1969; Zähringen 1973) 3. Zürcher Seminar (1951; Seminario di Zurigo) |
| 16. Reden und andere Zeugnisse eines Lebensweges (Discorsi e altre testimonianze del cammino di una vita) (1910–1976) Curatore: Hermann Heidegger 2000, XXII, 842 pp.  | - Reden und andere Zeugnisse eines Lebensweges (L'edizione italiana di questo volume è in Discorsi e altre testimonianze del cammino di una vita 1910-1976 curato da Nicola Curcio, traduttore insieme a Carlo Angelino, Roberto Brusotti e Adriano Fabris, per la casa editrice Il melangolo di Genova, 2005) | Contiene 290 contributi, tra cui tutti i discorsi pubblici di Martin Heidegger. |

## II. Abteilung: Vorlesungen (Corsi) 1919–1944: volumi 17-63

### Volumi 17-26: Marburger Vorlesungen (Corsi marburghesi) 1923–1928
| Volume | Opere (in parentesi l'eventuale edizione in lingua italiana) | Breve descrizione |
| --- | --- | --- |
| 17. Einführung in die phänomenologische Forschung (Semestre invernale 1923/1924) Curatore: Friedrich-Wilhelm von Herrmann 1994, 2ª edizione 2006, XIV, 332 pp. | - Einführung in die phänomenologische Forschung (La curatela e traduzione in lingua italiana di questo volume è di Matteo Pietropaoli, ed è stata pubblicata con il titolo Introduzione all'indagine fenomenologica dalla casa editrice Bompiani-Giunti di Firenze nel 2018)                                                 | |
| 18. Grundbegriffe der aristotelischen Philosophie (Semestre estivo 1924) Curatore: Mark Michalski 2002, XIV, 418 pp. | - Grundbegriffe der aristotelischen Philosophie (Martin Heidegger - Concetti fondamentali della filosofia aristotelica; Edizione Adelphi, 2017) | |
| 19. Platon: Sophistes (Il "Sofista" di Platone) (Semestre invernale 1924/1925) Curatore: Ingeborg Schüßler 2002, XIV, 668 pp. | - Platon: Sophistes (La traduzione in lingua italiana di questo volume è di Alfonso Cariolato, Enrico Fongaro e Nicola Curcio, ed è stata pubblicata con il titolo Il "Sofista" di Platone dalla Adelphi di Milano nel 2013)                                                                                                 | Corrisponde alle lezioni marburghesi tenute nel semestre invernale 1924/1925 che anticipano i temi propri di Essere e tempo, avviando già l'utilizzo, anche se non ancora pienamente tematizzato, di termini quali Dasein e Existenz. |
| 20. Prolegomena zur Geschichte des Zeitbegriffs (Prolegomeni alla storia del concetto del tempo) (Semestre estivo 1925) Curatore: Petra Jaeger 1979, 2ª edizione 1988, 3ª edizione 1994, XII, 448 pp.                                                                | - Prolegomena zur Geschichte des Zeitbegriffs (La traduzione in lingua italiana di questo volume è di Renato Cristin e Alfredo Marini, ed è stata pubblicata con il titolo Prolegomeni alla storia del concetto del tempo dalla casa editrice Il melangolo di Genova nel 1991)                                               | Corrisponde alle lezioni marburghesi tenute nel semestre estivo 1925, nella seconda parte contengono una prima bozza di Essere e tempo, nella prima parte emerge il confronto critico con Husserl.                                    |
| 21. Logik. Die Frage nach der Wahrheit (Logica. Il problema della verità) (Semestre invernale 1925/1926) Curatore: Walter Biemel 1976, 2ª edizione 1995, VIII, 418 pp.                                                                                               | - Logik. Die Frage nach der Wahrheit (La traduzione in lingua italiana di questo volume è di Ugo Maria Ugazio, ed è stata pubblicata con il titolo Logica. Il problema della verità dalla casa editrice Ugo Mursia di Milano nel 1986)                                                                                       | |
| 22. Grundbegriffe der antiken Philosophie (I concetti fondamentali della filosofia antica) (Semestre estivo 1926) Curatore: Franz Karl Blust 1993, 2ª edizione 2004, XIV, 344 pp.                                                                                    | - Grundbegriffe der antiken Philosophie (La traduzione in lingua italiana di questo volume è di Giovanni Gruisatti, ed è stata pubblicata, a cura di Franco Volpi, con il titolo I concetti fondamentali della filosofia antica dalla casa editrice Adelphi di Milano nel 2000)                                              | |
| 23. Geschichte der Philosophie von Thomas von Aquin bis Kant (Semestre invernale 1926/1927) Curatore: Helmuth Vetter 2006. XII, 248 pp. | - Geschichte der Philosophie von Thomas von Aquin bis Kant | |
| 24. Die Grundprobleme der Phänomenologie (I problemi fondamentali della fenomenologia (Semestre estivo 1927) Curatore: Friedrich-Wilhelm von Herrmann 1975, 2ª edizione 1989, 3ª edizione 1997, X, 474 pp.                                                           | - Die Grundprobleme der Phänomenologie (La traduzione in lingua italiana di questo volume è di Adriano Fabris, ed è stata pubblicata con il titolo I problemi fondamentali della fenomenologia dalla casa editrice Il melangolo di Genova nel 1989)                                                                          | |
| 25. Phänomenologische Interpretation von Kants Kritik der reinen Vernunft (Interpretazione fenomenologica della "Critica della ragion pura" di Kant (Semestre invernale 1927/1928) Curatore: Ingtraud Görland 1977, 2ª edizione 1987, 3ª edizione 1995, XII, 436 pp. | - Phänomenologische Interpretation von Kants Kritik der reinen Vernunft (La traduzione in lingua italiana di questo volume è di Alfredo Marini e Renato Cristin, ed è stata pubblicata con il titolo Interpretazione fenomenologica della "Critica della ragion pura" di Kant dalla casa editrice Mursia di Milano nel 2002) | |
| 26. Metaphysische Anfangsgründe der Logik im Ausgang von Leibniz (Semestre estivo 1928) Curatore: Klaus Held 1978, 2ª edizione 1990, VI, 292 pp. | - Metaphysische Anfangsgründe der Logik im Ausgang von Leibniz (La traduzione in lingua italiana di questo volume è di Giovanni Moretto, ed è stata pubblicata con il titolo Principi metafisici della logica dalla casa editrice Il melangolo di Genova nel 1990)                                                           | |

### Volumi 27-55: Freiburger Vorlesungen (Corsi friburghesi) 1928–1944
| Volume | Opere (in parentesi l'eventuale edizione in lingua italiana) | Breve descrizione |
| --- | --- | ----------------- |
| 27. Einleitung in die Philosophie (Semestre invernale 1928/1929) Curatori: Otto Saame e Ina Saame-Speidel 1996, 2ª edizione 2001, XII, 404 pp. | - Einleitung in die Philosophie (L'edizione italiana di questo volume, intitolata Avviamento alla filosofia, è a cura di Maurizio Borghi, con la collaborazione di Ivo De Gennaro e Gino Zaccaria; è stata pubblicata dalla Marinotti Edizioni, Milano 2007. Il volume è corredato da Note di traduzione, fra le quali spiccano quelle dedicate alle parole Weltanschauung e Dasein. Quest'ultima voce non è più tradotta con il consueto "esserci". Alla questione del senso di questa parola-chiave del Denkweg di Heidegger è dedicata la monografia di I. De Gennaro e G. Zaccaria Dasein : Da-sein. Tradurre la parola del pensiero, Marinotti, Milano 2007.) |                   |
| | |                   |
| 28. Der deutsche Idealismus (Fichte, Schelling, Hegel) und die philosophische Problemlage der Gegenwart (Im Anhang: Nachschrift „Einführung in das akademische Studium“) (Semestre estivo 1929; in appendice: Introduzione agli studi accademici) Curatore: Claudius Strube 1997 XII, 368 pp. | - Der deutsche Idealismus (Fichte, Schelling, Hegel) und die philosophische Problemlage der Gegenwart |                   |
| 29-30. Die Grundbegriffe der Metaphysik. Welt – Endlichkeit – Einsamkeit (Concetti fondamentali della metafisica. Mondo - finitezza - solitudine) (Semestre invernale 1929/1930) Curatore: Friedrich-Wilhelm von Herrmann 1983, 2ª edizione 1992, 3ª edizione 2004, XX, 542 pp.               | - Die Grundbegriffe der Metaphysik. Welt – Endlichkeit – Einsamkeit (La traduzione in lingua italiana di questo volume è di Paola-Ludovika Coriando, il curatore Carlo Angelino, ed è stata pubblicata con il titolo Concetti fondamentali della metafisica. Mondo - finitezza - solitudine dalla casa editrice Il melangolo di Genova nel 2005) |                   |
| 31. Vom Wesen der menschlichen Freiheit. Einleitung in die Philosophie (Semestre estivo 1930) Curatore: Hartmut Tietjen 1982, 2ª edizione 1994, XII, 308 pp. | - Vom Wesen der menschlichen Freiheit. Einleitung in die Philosophie (La curatela e traduzione in lingua italiana di questo volume è di Matteo Pietropaoli, ed è stata pubblicata con il titolo Dell'essenza della libertà umana. Introduzione alla filosofia dalla casa editrice Bompiani di Milano nel 2016) |                   |
| 32. Hegels Phänomenologie des Geistes (La fenomenologia dello spirito di Hegel) (Semestre invernale 1930/1931) Curatore: Ingtraud Görland 1980, 2ª edizione 1988, 3ª edizione 1997, VIII, 224 pp.                                                                                             | - Hegels Phänomenologie des Geistes (La traduzione in lingua italiana di questo volume è di Silvia Caianiello, il curatore Eugenio Mazzarella, ed è stata pubblicata con il titolo La fenomenologia dello spirito di Hegel dalla casa editrice Guida di Napoli nel 1988) |                   |
| 33. Aristoteles Metaphysik IX 1-3. Von Wesen und Wirklichkeit der Kraft (Aristotele, Metafisica IX, 1-3. Sull'essenza e la realtà della forza) (Semestre estivo 1931) Curatore: Heinrich Hüni 1981, 2ª edizione 1990, 3ª edizione 2006, VIII, 228 pp.                                         | - Aristoteles Metaphysik IX 1-3. Von Wesen und Wirklichkeit der Kraft (La traduzione in lingua italiana di questo volume è di Ugo Maria Ugazio ed è stata pubblicata con il titolo Aristotele, Metafisica IX, 1-3. Sull'essenza e la realtà della forza dalla casa editrice Mursia di Milano nel 1992) |                   |
| 34. Vom Wesen der Wahrheit. Zu Platons Höhlengleichnis und Theätet (L'essenza della verità. Sul mito della caverna e sul "Teeteto" di Platone) (Semestre invernale 1931/1932) Curatore: Hermann Mörchen 1988, 2ª edizione 1997, XX, 338 pp.                                                   | - Vom Wesen der Wahrheit. Zu Platons Höhlengleichnis und Theätet (La traduzione in lingua italiana di questo volume è di Franco Volpi ed è stata pubblicata con il titolo L'essenza della verità. Sul mito della caverna e sul "Teeteto" di Platone dalla casa editrice Adelphi di Milano nel 1997) |                   |
| 35. Der Anfang der abendländischen Philosophie (Anaximander und Parmenides) (Semestre estivo 1932) Curatore: Peter Trawny 2012, XII, 272 pp. | - Der Anfang der abendländischen Philosophie (Anaximander und Parmenides) (La traduzione in lingua italiana di questo volume è di Giovanni Gurisatti ed è stata pubblicata con il titolo L'inizio della filosofia occidentale. Interpretazione di Anassimandro e Parmende dalla casa editrice Adelphi di Milano nel 2022) |                   |
| 36-37. Sein und Wahrheit Curatore: Hartmut Tietjen 2001, XVI, 308 pp. | - 1. Die Grundfrage der Philosophie (Seminario estivo 1933) - 2. Vom Wesen der Wahrheit (Seminario invernale 1933/1934) (La traduzione in lingua italiana di questo volume è di Carlo Götz ed è stata pubblicata con il titolo Che cos'è la verità? dalla casa editrice Christian Marinotti Edizioni nel 2011.) |                   |
| 38. Logik als die Frage nach dem Wesen der Sprach (Semestre estivo 1934) Curatore: Günter Seubold 1998, VIII, 176 pp. | - Logik als die Frage nach dem Wesen der Sprache (La traduzione in lingua italiana di questo volume è di Ugo Ugazio ed è stata pubblicata con il titolo Logica e linguaggio dalla casa editrice Christian Marinotti Edizioni nel 2008.) |                   |
| 39. Hölderlins Hymnen „Germanien“ und „Der Rhein“ (Semestre invernale 1934/1935) Curatore: Susanne Ziegler 1980, 2ª edizione 1989, 3ª edizione 1999, XII, 296 pp. | - Hölderlins Hymnen „Germanien“ und „Der Rhein“ (La traduzione in lingua italiana di questo volume è di Giovanni Battista Demarta ed è stata pubblicata con il titolo Gli inni di Hölderlin. «Germania» e «Il Reno» dalla casa editrice Bompiani di Milano nel 2005) |                   |
| 40. Einführung in die Metaphysik (Introduzione alla metafisica) (Semestre estivo 1935) Curatore: Petra Jaeger 1983, X, 284 pp. | - Einführung in die Metaphysik (La traduzione in lingua italiana di questo volume è di Giuseppe Masi ed è stata pubblicata con il titolo Introduzione alla metafisica dalla casa editrice Mursia di Milano nel 1968 con un'introduzione di Gianni Vattimo) |                   |
| 41. Die Frage nach dem Ding. Zu Kants Lehre von den transzendentalen Grundsätzen (La questione della cosa. La dottrina kantiana dei principi trascendentali) (Semestre invernale 1935-1936) Curatore: Petra Jaeger 1984, VIII, 254 pp.                                                        | - Die Frage nach dem Ding. Zu Kants Lehre von den transzendentalen Grundsätzen (La traduzione in lingua italiana di questo volume è di Vincenzo Vitiello ed è stata pubblicata con il titolo La questione della cosa. La dottrina kantiana dei principi trascendentali dalla casa editrice Guida di Napoli nel 1989) |                   |
| 42. Schelling: Vom Wesen der menschlichen Freiheit (1809) (Schelling. Il trattato del 1809 sull'essenza della libertà umana) (Seminario estivo 1936) Curatore: Ingrid Schüßler 1988, X, 290 pp.                                                                                               | - Schelling: Vom Wesen der menschlichen Freiheit (1809) (La traduzione in lingua italiana di questo volume è di Carlo Tatasciore ed è stata pubblicata con il titolo Schelling. Il trattato del 1809 sull'essenza della libertà umana dalla casa editrice Guida di Napoli nel 1994) |                   |
| 43. Nietzsche: Der Wille zur Macht als Kunst (Semestre invernale 1936-1937) Curatore: Bernd Heimbüchel 1985, XII, 298 pp. | - Nietzsche: Der Wille zur Macht als Kunst |                   |
| 44. Nietzsche metaphysische Grundstellung im abendländischen Denken: Die ewige Wiederkehr des Gleichen (Semestre estivo 1937) Curatore: Marion Heinz 1986, VIII, 254 pp. | - Nietzsche metaphysische Grundstellung im abendländischen Denken: Die ewige Wiederkehr des Gleichen |                   |
| 45. Grundfragen der Philosophie. Ausgewählte „Probleme“ der „Logik“ (Domande fondamentali della filosofia. Selezione di "problemi" della "logica") (Semestre invernale 1937-1938) Curatore: Friedrich-Wilhelm von Herrmann 1984, 2ª edizione 1992, XIV, 234 pp.                               | - Grundfragen der Philosophie. Ausgewählte „Probleme“ der „Logik“ (La traduzione in lingua italiana di questo volume è di Ugo Maria Ugazio ed è stata pubblicata con il titolo Domande fondamentali della filosofia. Selezione di "problemi" della "logica" dalla casa editrice Mursia di Milano nel 1988) |                   |
| 46. Zur Auslegung von Nietzsches II. Unzeitgemässer Betrachtung (Semestre invernale 1938-1939) Curatore: Hans-Joachim Friedrich 2003, XII, 382 pp. | - Zur Auslegung von Nietzsches II. Unzeitgemässer Betrachtung |                   |
| 47. Nietzsches Lehre vom Willen zur Macht als Erkenntnis (Semestre estivo 1939) Curatore: Eberhard Hanser 1989, XVI, 330 pp. | - Nietzsches Lehre vom Willen zur Macht als Erkenntnis |                   |
| 48. Nietzsche: Der europäische Nihilismus (II Trimestre 1940) Curatore: Petra Jaeger 1986, XVI, 340 pp. | - Nietzsche: Der europäische Nihilismus (La traduzione in lingua italiana di questo volume è di Franco Volpi ed è stata pubblicata con il titolo Il nichilismo europeo dalla casa editrice Adelphi di Milano nel 2003) |                   |
| 49. Die Metaphysik des deutschen Idealismus (Schelling) (I trimestre 1941/Seminario estivo 1941) Curatore: Günter Seubold 2006, X, 210 pp. | - Die Metaphysik des deutschen Idealismus (Schelling) |                   |
| 50. 1. Nietzsches Metaphysik; 2. Einleitung in die Philosophie – Denken und Dichten Curatore: Petra Jaeger 1990, VIII, 162 pp. | - 1. Die Metaphysik des deutschen Idealismus (Schelling) (Semestre invernale 1941/1942; corso annunciato ma non realizzato) - 2. Einleitung in die Philosophie – Denken und Dichten (Conferenza semestre invernale 1944/1945) |                   |
| 51. Grundbegriffe (Semestre estivo 1941) Curatore: Petra Jaeger 1981, 2ª edizione 1991, X, 128 pp. | - Grundbegriffe |                   |
| 52. Hölderlins Hymne „Andenken“ (L'inno "Andeken" di Hölderlin) (Semestre invernale 1941/1942) Curatore: Curd Ochwadt 1982, 2ª edizione 1992, X, 204 pp. | - Hölderlins Hymne „Andenken“ (La traduzione in lingua italiana di questo volume è di Chiara Sandrin e Ugo Maria Ugazio ed è stata pubblicata con il titolo L'inno "Andeken" di Hölderlin dalla casa editrice Mursia di Milano nel 1997) |                   |
| 53. Hölderlins Hymne „Der Ister“ (L' inno "Der Ister" Hölderlin) (Semestre estivo 1942) Curatore: Walter Biemel 1984, 2ª edizione 1993, VIII, 210 pp. | - Hölderlins Hymne „Der Ister“ (La traduzione in lingua italiana di questo volume è di Chiara Sandrin e Ugo Maria Ugazio ed è stata pubblicata con il titolo L'inno "Der Ister" di Hölderlin dalla casa editrice Mursia di Milano nel 2003) |                   |
| 54. Parmenides (Parmenide) (Semestre invernale 1942-1943) Curatore: Manfred S. Frings 1982, 2ª edizione 1992, XII, 252 pp. | - Parmenides (La traduzione in lingua italiana di questo volume è di Giovanni Gurisatti ed è stata pubblicata con il titolo Parmenide dalla casa editrice Adelphi di Milano nel 1999) |                   |
| 55. Heraklit (Eraclito) Curatore: Manfred S. Frings 1979, 2ª edizione 1987, 3ª edizione 1994, XII, 406 pp. | - 1. Der Anfang des abendländischen Denkens (Semestre estivo 1943) - 2. Logik. Heraklits Lehre vom Logos (Semestre estivo 1944) (La traduzione in lingua italiana di questo volume è di Franco Camera ed è stata pubblicata con il titolo Eraclito dalla casa editrice Mursia di Milano nel 1993) |                   |

### Volumi 56-63: Frühe Freiburger Vorlesungen (Primi corsi friburghesi) 1919–1923
| Volume | Opere (in parentesi l'eventuale edizione in lingua italiana) | Breve descrizione |
| --- | --- | ----------------- |
| 56-57. Zur Bestimmung der Philosophie (Per la determinazione della filosofia) Curatore: Bernd Heimbüchel 1987, 2ª edizione 1999, X, 226 pp. | - 1. Die Idee der Philosophie und das Weltanschauungsproblem (semestre straordinario di guerra, gennaio/aprile 1919) - 2. Phänomenologie und transzendentale Wertphilosophie (Semestre estivo 1919) - 3. Anhang: Über das Wesen der Universität und des akademischen Studiums (Appunti di Oskar Becker relativi al corso di lezioni, semestre estivo 1919, Sull'essenza dell'università e sullo studio accademico, il cui manoscritto originale è andato perduto) (La traduzione in lingua italiana di questo volume è di Gennaro Auletta ed è stata pubblicata con il titolo Per la determinazione della filosofia dalla casa editrice Guida di Napoli nel 1993) |                   |
| 58. Grundprobleme der Phänomenologie (Semestre invernale 1919/1920) Curatore: Hans-Helmuth Gander 1992, X, 274 pp. | - Grundprobleme der Phänomenologie (La traduzione in lingua italiana di questo volume è di Ferdinando Giuseppe Menga, Julia Pfefferkorn e Antonino Spinelli ed è stata pubblicata con il titolo Problemi fondamentali della fenomenologia dalla casa editrice Quodlibet di Macerata nel 2017) |                   |
| 59. Phänomenologie der Anschauung und des Ausdrucks. Theorie der philosophischen Begriffsbildung (Semestre estivo 1920) Curatore: Claudius Strube 1993, VIII, 202 pp. | - Phänomenologie der Anschauung und des Ausdrucks. Theorie der philosophischen Begriffsbildung (La traduzione in italiano è di Armando Canzonieri nel volume dal titolo Fenomenologia dell'intuizione e dell'espressione. Teoria della formazione del concetto filosofico, a cura di Vincenzo Costa, edito da Quodlibet, Macerata, 2012) |                   |
| 60. Phänomenologie des religiösen Lebens (Fenomenologia della vita religiosa) 1995, XIV, 352 pp. | - 1. Einleitung in die Phänomenologie der Religion (Semestre invernale 1920/1921). Curatori: Matthias Jung e Thomas Regehly - 2. Augustinus und der Neuplatonismus (Semestre estivo 1921). Curatore: Claudius Strube - 3. Die philosophischen Grundlagen der mittelalterlichen Mystik (Lezioni 1918/1919). Curatore: Claudius Strube (La traduzione in lingua italiana di questo volume è di Giovanni Gurisatti ed è stata pubblicata con il titolo Fenomenologia della vita religiosa dalla casa editrice Adelphi di Milano nel 2003) |                   |
| 61. Phänomenologische Interpretationen zu Aristoteles. Einführung in die phänomenologische Forschung (Interpretazioni fenomenologiche di Aristotele. Introduzione alla ricerca fenomenologica) (Semestre invernale 1921/1922) Curatore: Walter Bröcker e Käte Bröcker-Oltmanns 1985, 2ª edizione 1994, XIV, 204 pp. | - Phänomenologische Interpretationen zu Aristoteles. Einführung in die phänomenologische Forschung (La traduzione in lingua italiana di questo volume è di Massimo De Carolis ed è stata pubblicata con il titolo Interpretazioni fenomenologiche di Aristotele. Introduzione alla ricerca fenomenologica dalla casa editrice Guida di Napoli nel 1990) |                   |
| 62. Phänomenologische Interpretation ausgewählter Abhandlungen des Aristoteles zu Ontologie und Logik (Semestre estivo 1922) Curatore: Gunther Neumann 2005, XXIV, 452 pp. | - Phänomenologische Interpretation ausgewählter Abhandlungen des Aristoteles zu Ontologie und Logik (La traduzione in lingua italiana di parte di questo volume, segnatamente del Phänomenologische Interpretationen zu Aristoteles (Anzeige der hermeneutischen Situation) (Natorp-Bericht) è di Vincenzo Vitiello ed è stata pubblicata con il titolo Interpretazioni fenomenologiche di Aristotele (Indicazione della situazione ermeneutica), in Filosofia e teologia, IV, 1990, pp. 489–532) |                   |
| 63. Ontologie. Hermeneutik der Faktizität (Ontologia. Ermeneutica dell'effettività) (Semestre estivo 1923) Curatore: Käte Bröcker-Oltmanns 1988, 2ª edizione 1995, XII, 116 pp. | - Ontologie. Hermeneutik der Faktizität (La traduzione in lingua italiana di questo volume è di Gennaro Auletta, ed è stata pubblicata con il titolo Ontologia. Ermeneutica dell'effettività, dalla casa editrice Guida di Napoli nel 1992) |                   |

## III. Abteilung: Unveröffentlichte Abhandlungen / Vorträge – Gedachtes (Testi inediti, conferenze, ricordi): volumi 64-81
| Volume | Opere (in parentesi l'eventuale edizione in lingua italiana) | Breve descrizione |
| --- | --- | ----------------- |
| 64. Der Begriff der Zeit (Il concetto di tempo) (1924; Conferenza del 25 luglio 1924) Curatore: Friedrich-Wilhelm von Herrmann 2004, VI, 106 pp. | - 1. Der Begriff der Zeit - I. Die Fragestellung Diltheys und Yorcks Grundtendenz - II. Die ursprünglichen Seinscharaktere des Daseins - III. Dasein und Zeitlichkeit - IV. Zeitlichkeit und Geschichtlichkeit. - 2. Der Begriff der Zeit. Vortrag vor der Marburger Theologenschaft Juli 1924 (La traduzione in lingua italiana della seconda parte di questo volume, quindi della conferenza tenuta da Heidegger il 25 luglio del 1924 dinanzi ai teologi di Marburgo, è di Franco Volpi ed è stata pubblicata con il titolo Il concetto di tempo, dalla casa editrice Adelphi di Milano nel 1998) |                   |
| 65. Beiträge zur Philosophie (Vom Ereignis) (Contributi alla filosofia (Dall'Evento) (1936–1938) Curatore: Friedrich-Wilhelm von Herrmann 1997, XIV, 438 pp.                                                                                               | - Beiträge zur Philosophie (Vom Ereignis) (La traduzione in lingua italiana di questo volume è di Franco Volpi ed è stata pubblicata con il titolo Contributi alla filosofia (Dall'Evento), dalla casa editrice Adelphi di Milano nel 2007) |                   |
| 66. Besinnung (1938–1939) Curatore: Friedrich-Wilhelm von Herrmann 1997, XIV, 438 pp. | - Besinnung |                   |
| 67. Metaphysik und Nihilismus (Metafisica e nichilismo) Curatore: Hans-Joachim Friedrich 1999, XII, 274 pp. | - Metaphysik und Nihilismus - 1. Die Überwindung der Metaphysik (1938-1939) - 2. Das Wesen des Nihilismus (1946-1948) (La traduzione in lingua italiana di questo volume è di Carlo Angelino ed è stata pubblicata con il titolo Metafisica e nichilismo, dalla casa editrice Il melangolo di Genova nel 2006) |                   |
| 68. Hegel (Hegel) Curatore: Ingrid Schüßler 1993, X, 154 pp. | - Hegel - 1. Die Negativität (1938/39) - 2. Erläuterung der „Einleitung“ zu Hegels Phänomenologie des Geistes (1942) (La traduzione in lingua italiana di questo volume è di Chiara Gianni ed è stata pubblicata con il titolo Hegel, dalla casa editrice Zandonai di Rovereto nel 2010) |                   |
| 69. Die Geschichte des Seyns (La storia dell'Essere) Curatore: Peter Trawny 1998, XII, 230 pp. | - Die Geschichte des Seyns - 1. Die Geschichte des Seyns (1938/1940) - 2. Koinon. Aus der Geschichte des Seyns (1939) (La traduzione in lingua italiana di questo volume è di Antonio Cimino ed è stata pubblicata con il titolo La storia dell'Essere, dalla casa editrice Marinotti di Milano nel 2012) |                   |
| 70. Über den Anfang (Sul principio) (1941) Curatore: Paola-Ludovika Coriando 2005, XII, 200 pp. | - Über den Anfang - I. Die Anfängnis des Anfangs - II. Anfang und das anfängliche Denken - III. Ereignis und Da-sein - IV. Bemerkungen über das Auslegen - V. Die Seynsgeschichte - VI. Sein und Zeit und das anfängliche Denken als Geschichte des Seyns (La traduzione in lingua italiana di questo volume è di Giovanni Battista Demarta ed è stata pubblicata con il titolo Sul principio, dalla casa editrice Bompiani di Milano nel 2006) |                   |
| 71. Das Ereignis (1941/1942) Curatore: Friedrich-Wilhelm von Herrmann 2009, XXII, 248 pp. | - Das Ereignis (La traduzione in lingua italiana di questo volume è di Giusi Strummiello ed è stata pubblicata con il titolo L'evento dalla casa editrice Mimesis di Milano nel 2017) |                   |
| 72. Die Stege des Anfangs (1944) | - Non pubblicato |                   |
| 73.1 Zum Ereignis-Denken (1932/1976) Curatore: Peter Trawny 2013, LIX 896 pp. | - 1. Zum Ereignis-Denken Contiene Das Wesen der Philosophie che è stato tradotto da Nicola Curcio e pubblicato in «aut-aut», 1989, n° 234, pp. 13–20 con il titolo L'essenza della filosofia. |                   |
| 73.2 Zum Ereignis-Denken (1932/1976) Curatore: Peter Trawny 2013, LX-XCII, 897-1496 pp. | - 2. Zum Ereignis-Denken |                   |
| 74. Zum Wesen der Sprache und Zur Frage nach der Kunst Curatore:Thomas Regehly 2010, XIV, 214 pp. | - Zum Wesen der Sprache und Zur Frage nach der Kunst |                   |
| 75. Zu Hölderlin - Griechenlandreisen Curatore: Curd Ochwadt 2000, VI, 380 pp. | - Zu Hölderlin - Griechenlandreisen (La traduzione in lingua italiana di parte di questo volume è di Alessandra Iadicicco ed è stata pubblicata con il titolo Soggiorni. Viaggio in Grecia, dalla casa editrice Guanda di Milano nel 2012; l'edizione completa, tradotta da Tommaso Scappini è stata pubblicata con il titolo Hölderlin. Viaggi in Grecia dalla Bompiani di Milano nel 2012) |                   |
| 76. Leitgedanken zur Entstehung der Metaphysik, der neuzeitlichen Wissenschaft und der modernen Technik (Pensieri-guida sulla nascita della metafisica, della scienza contemporanea e della tecnica moderna) Curatore: Claudius Strube 2009, VIII, 408 pp. | - Leitgedanken zur Entstehung der Metaphysik, der neuzeitlichen Wissenschaft und der modernen Technik (La traduzione in lingua italiana di questo volume è di Tommaso Scappini ed è stata pubblicata con il titolo Pensieri-guida sulla nascita della metafisica, della scienza contemporanea e della tecnica moderna, dalla casa editrice Bompiani di Milano nel 2014) |                   |
| 77. Feldweg-Gespräche (1944-1945) Curatore: Ingrid Schüßler 1995, VI, 250 pp. | - Feldweg-Gespräche - 1. Ἀγχιβασίη, Ein Gespräch selbdritt auf einem Feldweg zwischen einem Forscher, einem Gelehrten und einem Weisen - 2. Der Lehrer trifft den Türmer an der Tür zum Turmaufgang - 3. Abendgespräch in einem Kriegsgefangenenlager in Russland zwischen einem Jüngeren und einem Älteren (La traduzione in lingua italiana di questo volume è di Adriano Fabris e Antonia Pellegrino ed è stata pubblicata con il titolo Colloqui su un sentiero di campagna 1944/45, dalla casa editrice Il Melangolo di Genova nel 2007) |                   |
| 78. Der Spruch des Anaximander (1946) Curatore: Ingeborg Schüßler 2010, XXII, 352 pp. | - Der Spruch des Anaximander |                   |
| 79. Bremer und Freiburger Vorträge (Conferenze di Brema e di Friburgo) Curatore: Petra Jaeger 2005, VI, 182 pp. | - Bremer und Freiburger Vorträge - 1. Einblick in das was ist. Bremer Vorträge 1949 - 2. Grundsätze des Denkens. Freiburger Vorträge 1957 (La traduzione in lingua italiana di questo volume è di Franco Volpi ed è stata pubblicata con il titolo Conferenze di Brema e di Friburgo dalla casa editrice Adelphi di Milano nel 2002) |                   |
| 80.1. Vorträge (1915-1932) curatore: Günther Neumann 2016, 526 pp. 80.2. Vorträge (1935-1967) curatore: Günther Neumann 2020,860 pp. | Tra gli altri saggi, questo volume contiene: - Europa und die deutsche Philosophie (Vortrag Rom April 1936); traduzione italiana L'Europa e la filosofia tedesca, in L'Europa e la filosofia, a cura di J. Bednarich, Marsilio, Venezia, 1999. - Von der Grundbestimmung des Wissens (Vortrag im Freiburger Kränzchen 9. Juni 1959) che è stato tradotto da Costantino Esposito e pubblicato dalla casa editrice ETS di Pisa nel 1997 con il titolo Linguaggio tramandato e linguaggio tecnico. - Bemerkungen zu Kunst – Plastik – Raum (Vortrag St. Gallen 3. Oktober 1964) che è stato tradotto da Francesca Bolino e pubblicato dalla casa editrice Il melangolo di Genova nel 2000 con il titolo Corpo e spazio.Osservazioni su arte- scultura - spazio. - Die Herkunft der Kunst und die Bestimmung des Denkens (Vortrag in der Akademie der Wissenschaften und Künste in Athen 4. April 1967) che è stato tradotto da Carlo Angelino e pubblicato in Etica e destino. Testi e studi (a cura di Domenico Venturelli) dalla casa editrice Il melangolo di Genova nel 1997 con il titolo L'origine dell'arte e la determinazione del pensiero. - Una traduzione della conferenza Die Herkunft der Kunst und die Bestimmung des Denkens (Vortrag in der Akademie der Wissenschaften und Künste in Athen 4. April 1967) si trova anche nel volume di Gino Zaccaria La provenienza dell'arte. Atena e l'enigma, Ibis, Pavia 2014. - Una traduzione di Bemerkungen zu Kunst – Plastik – Raum (Vortrag St. Gallen 3. Oktober 1964) è pubblicata, a cura di I. De Gennaro e G. Zaccaria, sulla rivista internazionale on line «eudia», Anno 4 2010 |                   |
| | |                   |
| 81. Gedachtes (1910-1975) Curatore: Paola-Ludovika Coriando 2007, XX, 360 pp. | - Gedachtes - 1. Frühe Gedichte - - 2. Aus der Erfahrung des Denkens - - 3. Gedachtes für das Vermächtnis eines Denkens - - 4. Vereinzeltes |                   |

## IV. Abteilung: Hinweise und Aufzeichnungen (Annotazioni, riflessioni): volumi 82-102
| Volume | Opere (in parentesi l'eventuale edizione in lingua italiana) | Breve descrizione |
| --- | --- | ----------------- |
| 82. Zu eigenen Veröffentlichungen Curatore: Friedrich-Wilhelm v. Herrmann 2018, 594 pp. | - Zu eigenen Veröffentlichungen |                   |
| 83. Seminare: Platon – Aristoteles – Augustinus (semestre estivo 1928, semestre invernale 1930/1931, semestre estivo 1932, semestre estivo 1944 , semestre invernale 1950/1951, semestre estivo 1951, semestre invernale 1951/1952) Curatore: Mark Michalski 2012, XXVI, 682 pp. | - Seminare: Platon – Aristoteles – Augustinus |                   |
| 84. Seminare: Kant - Leibniz - Schiller (Semestre estivo 1931, semestre invernale 1935/1936) Curatore: Günther Neumann 2013, XXXVIII, 894 pp. | - Seminare: Kant - Leibniz - Schiller |                   |
| 85. Seminar: Vom Wesen der Sprache (Semestre estivo 1939) Curatore: Ingrid Schüßler 1999, XII, 204 pp. | - Seminar: Vom Wesen der Sprache |                   |
| 86. Seminare: Hegel – Schelling (Seminari 1927-1957) Curatore: Peter Trawny 2011, XLII, 906 pp. | - Seminare: Hegel – Schelling Contiene il verbale del seminario del 1952 Colloquium über Dialektik. (Muggenbrunn, am 15. September 1952) che è raccolto nel volume Colloquio sulla dialettica (a cura di Mauro Vespa), Padova, CEDAM, 1999.                     |                   |
| 87. Nietzsche: Seminare 1937 und 1944 Curatore: Peter von Ruckteschell 2004, XXII, 324 pp. | - Nietzsche: Seminare 1937 und 1944 - 1. Nietzsches metaphysische Grundstellung (Sein und Schein) - 2. Skizzen zu Grundbegriffe des Denkens |                   |
| 88. Seminare (Übungen) 1937/38 und 1941/42 Curatore: Alfred Denker 2008, XIV, 336 pp. | - Seminare (Übungen) 1937/38 und 1941/42 - 1. Die metaphysischen Grundstellungen des abendländischen Denkens - 2. Einübung in das philosophische Denken |                   |
| 89. Zollikoner Seminare (1958-1969) Curatore: Peter Trawny 2017, XXXII 880 pp. | (La traduzione in lingua italiana di questa opera è di Antonello Giugliano e Eugenio Mazzarella ed è stata pubblicata con il titolo Seminari di Zollikon, dalla casa editrice Guida di Napoli nel 1991)                                                         |                   |
| 90. Zu Ernst Jünger Curatore: Peter Trawny 2004, XVI, 472 pp. | - Zu Ernst Jünger (La traduzione in lingua italiana di questo volume è di Marcello Barison ed è stata pubblicata con il titolo Ernst Jünger, dalla casa editrice Bompiani di Milano nel 2013)                                                                   |                   |
| 91. Ergänzungen und Denksplitter a cura di Mark Michalski 2022, XXXVI, 774 pagine | - Ergänzungen und Denksplitter |                   |
| 92. Ausgewählte Briefe 1 | - Non pubblicato |                   |
| 93. Ausgewählte Briefe 2 | - Non pubblicato |                   |
| 94. Überlegungen II-VI (Schwarze Hefte 1931-1938) Curatore: Peter Trawny 2014, VI, 536 pp. | - Überlegungen II-VI (Schwarze Hefte 1931-1938) (La traduzione in lingua italiana di questo volume è di Alessandra Iadicicco ed è stata pubblicata con il titolo Quaderni Neri 1931-1938 (Riflessioni II-VI), dalla casa editrice Bompiani di Milano nel 2015)  |                   |
| 95. Überlegungen VII-XI (Schwarze Hefte 1938/39) Curatore: Peter Trawny 2014, VI, 456 pp. | - Überlegungen VII-XI (Schwarze Hefte 1938/39) (La traduzione in lingua italiana di questo volume è di Alessandra Iadicicco ed è stata pubblicata con il titolo Quaderni Neri 1938-1939 (Riflessioni VII-XI), dalla casa editrice Bompiani di Milano nel 2016)  |                   |
| | |                   |
| 96. Überlegungen XII-XV (Schwarze Hefte 1939-1941) Curatore: Peter Trawny 2014, VI, 286 pp. | - Überlegungen XII-XV (Schwarze Hefte 1939/41) (La traduzione in lingua italiana di questo volume è di Alessandra Iadicicco ed è stata pubblicata con il titolo Quaderni Neri 1939-1941 (Riflessioni XII-XIV), dalla casa editrice Bompiani di Milano nel 2016) |                   |
| 97. Anmerkungen I-V (Schwarze Hefte 1942-1948) Curatore: Peter Trawny 2015. VI, 528 pp. | - Anmerkungen I-V (Schwarze Hefte 1942-1948) (La traduzione in lingua italiana di questo volume è di Alessandra Iadicicco ed è stata pubblicata con il titolo Quaderni Neri 1942-1948 (Note I-V), dalla casa editrice Bompiani di Milano nel 2018)              |                   |
| 98. Anmerkungen VI-IX (Schwarze Hefte 1948/49-1951) Curatore: Peter Trawny 2018. VI, 422 pp. | - Anmerkungen VI-IX (Schwarze Hefte 1948/49-1951) (La traduzione in lingua italiana di questo volume è di Alessandra Iadicicco ed è stata pubblicata con il titolo Quaderni Neri 1948/1949-1951 (Note VI-IX), dalla casa editrice Bompiani di Milano nel 2022)  |                   |
| 99. Vier Hefte I und II (Schwarze Hefte 1947–1950) Curatore: Peter Trawny 2019, 190 pp. | - Vier Hefte I und II (Schwarze Hefte 1947–1950) |                   |
| 100. Vigiliae und Notturno (Schwarze Hefte 1952/53 bis 1957) Curatore: Peter Trawny 2020, 304 pp. | - Vigiliae und Notturno (Schwarze Hefte 1952/53 bis 1957) |                   |
| 101. Winke I, II Curatore: Peter Trawny 2020, VI 220 pp. | - Winke I, II |                   |
| 102. Vorläufiges I-IV Curatore: Peter Trawny 2022, VI 442 pp. | - Vorläufiges I-IV |                   |
| | |                   |